# Volte-face (film, 1997)
Cet article concerne le film d'action de 1997. Pour les autres significations, voir Volte-face.
Pour plus de détails, voir Fiche technique et Distribution.
Volte-face ou Double identité au Québec (Face/Off) est un film américain réalisé par John Woo, sorti en 1997.
Le film se déroule en 1991, où le terroriste Castor Troy tente d'abattre son ennemi juré Sean Archer, agent du FBI. Au moment du tir, il rate Archer, mais abat accidentellement son fils. Six ans plus tard, Castor est repéré à Los Angeles. À la suite d'un violent affrontement à l'aéroport, Troy est plongé dans le coma par Archer. Ce dernier apprend que Troy a placé une bombe chimique en ville. Grâce à une opération chirurgicale, il prend le visage de Troy afin d'infiltrer secrètement un pénitencier où est détenu Pollux, le frère de Castor, pour connaitre l'emplacement de la bombe. Entre-temps, Troy, sort du coma et se fait lui-même greffer le masque d'Archer, tue tous ceux qui sont au courant de l'opération, et vole le travail, la vie et la femme d'Archer. Livré à lui-même, privé de son identité, Archer décide de s'évader.
À sa sortie, le film reçoit un bon accueil critique dans la presse et un bon accueil auprès du public.

## Synopsis
L'agent spécial du FBI Sean Archer (John Travolta) survit à une tentative d'assassinat par le sociopathe Castor Troy (Nicolas Cage), mais la balle pénètre dans la poitrine d'Archer et frappe son fils Michael, tuant le garçon. Six ans plus tard, la vendetta d'Archer contre Castor culmine lorsque son équipe tend une embuscade à Castor, qui est avec son jeune frère et complice Pollux (Alessandro Nivola), sur une piste d'atterrissage, isolée dans le désert. Castor apprend l'existence d'une bombe à Archer, située quelque part, dans Los Angeles et qui devrait exploser dans quelques jours, avant d'être plongé dans le coma sans qu'Archer puisse en savoir plus. Pollux, en garde à vue, affirme que la bombe est réelle mais refuse de révéler son emplacement.
En secret, Archer subit à contrecœur une procédure de greffe de visage hautement expérimentale par le Dr Malcolm Walsh (Colm Feore) pour prendre le visage, la voix et l'apparence de Castor Troy. Archer-devenu-Troy est emmené dans la même prison de haute sécurité où Pollux est détenu. Il parvient à convaincre Pollux qu'il est Troy et obtient des informations sur l'emplacement de la bombe. Castor Troy se réveille de manière inattendue de son coma et découvre que son visage a disparu. Il appelle son gang et ils forcent le Dr Walsh à lui greffer le visage d'Archer. Troy tue alors les seules personnes au courant de la greffe. À la prison, Archer-devenu-Troy se prépare à dévoiler à Biondi l'emplacement de la bombe mais est surpris lorsque Troy-devenu-Archer apparaît. Ce dernier se réjouit que personne ne soit au courant de la greffe et qu'il prendra le contrôle de la vie d'Archer.
Pollux est libéré lorsqu'il indique volontairement à Troy-devenu-Archer l'emplacement de la bombe, ce dernier désarme la bombe. Troy-devenu-Archer gagne l'admiration du bureau du FBI et devient proche de la femme d'Archer Eve et de sa fille Jamie, qu'Archer avait négligée en pourchassant Troy. De retour à la prison, Archer-devenu-Troy s'échappe après avoir organisé une émeute et se retire au quartier général de Troy. Il rencontre Sasha, la sœur du principal pilier de la drogue de Troy, et son fils Adam, qui lui rappelle Michael. Archer-devenu-Troy découvre qu'Adam est le fils de Troy. Troy-devenu-Archer apprend l'évasion d'Archer-devenu-Troy et rassemble à la hâte une équipe pour attaquer son quartier général.
Le raid se transforme en bain de sang et de nombreux agents du FBI et plusieurs membres du gang de Troy, dont Pollux, sont tués, tandis qu'Archer, Sasha et Adam parviennent à s'échapper. Le superviseur d'Archer, le directeur Victor Lazarro, blâme Troy-devenu-Archer pour les nombreux meurtres. Celui-ci, furieux de la mort de son frère Pollux, tue Lazarro et fait passer son meurtre à une crise cardiaque. Troy-devenu-Archer est promu directeur par intérim. Archer-devenu-Troy trouve la sécurité pour Sasha et Adam. Puis il s'approche d'Eve et la convainc de tester le sang de Troy-devenu-Archer pour prouver son identité. Après avoir testé le sang et avoir été convaincue de l'identité de son mari, Eve dit à Archer que Troy sera vulnérable aux funérailles de Lazarro.
Lors de la cérémonie, Archer-devenu-Troy constate que Troy-devenu-Archer a anticipé ses actions et pris Eve en otage. Sasha arrive et une fusillade s'ensuit; Sasha parvient à sauver Eve après avoir pris une balle. Archer-devenu-Troy promet à Sasha mourante qu'il prendra soin d'Adam et l'éloignera de la vie criminelle. Dans un combat entre les rivaux à l'extérieur, Jamie tire et blesse Archer-devenu-Troy. Troy-devenu-Archer fuit l'église avec Archer-devenu-Troy le poursuivant. Celui-ci prend brièvement Jamie en otage, mais elle s'échappe en le poignardant avec le couteau papillon que Troy-devenu-Archer lui avait donné pour se défendre. Troy-devenu-Archer atteint les quais et réquisitionne un hors-bord, et Archer-devenu-Troy suit et réquisitionne l'un des siens.
Une poursuite s'ensuit, qui se termine lorsque Archer-devenu-Troy force Troy-devenu-Archer au rivage par collision. Avec les bateaux au sol, Archer-devenu-Troy bat Troy-devenu-Archer dans un combat au corps à corps. Troy-devenu-Archer tente de mutiler son visage (Archer) pour narguer et distraire Archer-devenu-Troy, mais Archer-devenu-Troy prend à la place le dessus et tue Troy-devenu-Archer en l'empalant avec un fusil à lance, venger la mort de Michael et de toutes les autres victimes de Troy. Des agents de secours arrivent et s'adressent à Archer-devenu-Troy en tant qu'Archer, après avoir été convaincus par Eve de sa véritable identité. Après l'annulation de la chirurgie de greffe du visage, Archer, redevenu lui-même, rentre chez lui, où il adopte Adam dans sa famille, tenant sa promesse faite à Sasha.

## Fiche technique
Sauf indication contraire, les informations mentionnées dans cette section peuvent être confirmées par les bases de données cinématographiques IMDb et Allociné,  présentes dans la section « Liens externes ».
- Titre original : Face/Off
- Titre français : Volte-face[N 1]
- Titre québécois : Double Identité[1]
- Réalisation : John Woo
- Scénario : Mike Werb et Michael Colleary
- Musique : John Powell
  - Musique additionnelle : Gavin Greenaway, Geoff Zanelli et Martin Tillman
- Direction artistique : Steve Arnold
- Décors : Neil Spisak
- Costumes : Ellen Mirojnick
- Maquillage : David Atherton, Kevin Yagher
- Photographie : Oliver Wood
- Son : Anna Behlmer, Chris David, Per Hallberg, Tom Lalley, Andy Nelson, Tom Perry, David M. Ronne, Mark P. Stoeckinger
- Montage : Steven Kemper (de) et Christian Wagner
- Production : Terence Chang (en), Christopher Godsick, Barrie M. Osborne et David Permut
  - Production déléguée : Michael Douglas, Jonathan D. Krane et Steven Reuther
  - Production associée : Jeff Levine
  - Coproduction : Michael Colleary et Mike Werb
- Sociétés de production : Douglas/Reuther Productions, Paramount Pictures, Permut Presentations, Touchstone Pictures et WCG Entertainment Productions
- Sociétés de distribution : Paramount Pictures (États-Unis) ; Gaumont Buena Vista International (France)
- Budget : 80 millions de $[2]
- Pays de production :  États-Unis
- Langue originale : anglais, latin
- Format : couleur (DeLuxe) — 35 mm — 2,39:1 (Panavision) — son DTS / Dolby Digital
- Genre : action, thriller, policier, science-fiction
- Durée : 138 minutes
- Dates de sortie[3] :
  - États-Unis, Québec : 27 juin 1997[4]
  - France : 7 septembre 1997 (Festival du cinéma américain de Deauville) ; 10 septembre 1997 (sortie nationale)[5]
  - Belgique : 10 septembre 1997[6]
- Classification : 
  - États-Unis : les enfants de moins de 17 ans doivent être accompagnés d'un adulte (R – Restricted)[N 2]
  - France : interdit aux moins de 12 ans[5],[7]
  - Belgique : tous publics (Alle Leeftijden)[6]
  - Québec : 13 ans et plus (violence) (13+ / 13 years and over)[1]

## Distribution
- Nicolas Cage (VF : Dominique Collignon-Maurin ; VQ : Benoît Rousseau) : Castor Troy / Sean Archer
- John Travolta (VF : Renaud Marx ; VQ : Jean-Luc Montminy) : Sean Archer / Castor Troy
- Joan Allen (VF : Micky Sébastian ; VQ : Diane Arcand) : Dr Eve Archer
- Alessandro Nivola (VF : Jean-François Vlerick ; VQ : Joël Legendre) : Pollux Troy
- Dominique Swain (VF : Barbara Kelsch, VQ : Caroline Dhavernas) : Jamie Archer
- Gina Gershon (VF : Michèle Buzynski, VQ : Hélène Mondoux) : Sasha Hassler
- Nick Cassavetes (VF : Bernard Métraux, VQ : Pierre Auger) : Dietrich Hassler
- CCH Pounder (VF : Anne Jolivet, VQ : Sophie Faucher) : Hollis Miller
- John Carroll Lynch (VQ : Mario Desmarais) : Walton
- Harve Presnell (VF : Michel Barbey ; VQ : Jean Fontaine) : Victor Lazarro
- Robert Wisdom (VF : Jean-Jacques Nervest ; VQ : James Hyndman) : Tito Biondi
- Thomas Jane (VF : Christian Visine ; VQ : Daniel Picard) : Burke Hicks
- Margaret Cho (VF : Marie-Laure Beneston ; VQ : Élizabeth Lesieur) : Wanda
- Matt Ross : Loomis
- Chris Bauer : Ivan Dubov
- James Denton (crédité Jamie Denton) (VF : Charles Borg) : Buzz
- Kirk Baltz (VF : Charles Borg) : Aldo
- Colm Feore (VF : Guy Chapelier ; VQ : Jean-Marie Moncelet) : Dr Malcolm Walsh
- Tommy Flanagan : Leo
- Gbenga Akinnagbe : un partenaire de Castor Troy qui a brulé trois personnes
- Myles Jeffrey : Michael Archer
- Lisa Boyle : Cindee
- David McCurley : Adam Hassler
- Danny Masterson (VF : Yves Beneyton ; VQ : Benoit Éthier) : Karl

Sources et légende : version française (VF) sur Voxofilm. Version québécoise (VQ) sur Doublage Québec

## Production

### Genèse et développement
Le projet démarre par l'écriture d'un Script spéculatif par Mike Werb et Michael Colleary. Mike Werb avait eu l'idée d'une histoire sur la chirurgie d'un visage après l'accident d'un ami ayant eu un accident de deltaplane. Le producteur Joel Silver et Warner Bros. mettent une option sur le script en 1991. Cette option expire en 1994 et le projet est ensuite repris par Paramount Pictures. Rob Cohen est envisagé comme réalisateur mais le projet traine et il part mettre en scène Cœur de dragon. Alors que Marco Brambilla avait été annoncé comme réalisateur en 1995, John Woo rejoint la production en 1996. À son arrivée, le cinéaste chinois suggère de situer l'intrigue dans le présent, alors que le scénario initial se situait dans le futur.

### Attribution des rôles
Les premiers choix des scénaristes pour incarner Sean Archer et Castor Troy étaient respectivement Sylvester Stallone et Arnold Schwarzenegger, mais les deux acteurs tournaient respectivement à la même période Copland et Batman et Robin, en revanche Schwarzenegger regretta beaucoup de n'avoir pas joué dans le film. Quand le réalisateur John Woo arrive aux commandes du film, il a décidé de choisir John Travolta et Nicolas Cage qui paraissaient, selon ses dires, mieux adaptés pour les rôles. Les autres acteurs qui étaient pressentis pour incarner Sean Archer furent également Wesley Snipes, Robert De Niro, Bruce Willis, Jean-Claude Van Damme et Harrison Ford. Pour le rôle de Castor Troy, ceux qui étaient pressentis furent Denzel Washington, Alec Baldwin, Michael Douglas, Al Pacino ou encore Steven Seagal.
Sous la direction du producteur Joel Silver, les rôles principaux devaient revenir à Michael Douglas (coproducteur du film, par ailleurs) et Harrison Ford. Patrick Swayze a également auditionné pour obtenir un des rôles principaux.
Nicolas Cage n'avait aucune envie de jouer le méchant mais John Woo lui dit qu'en échangeant son identité avec le personnage de John Travolta, il serait en vérité le héros pendant la majorité du film, ce qui l'a immédiatement convaincu de jouer dans le film.
Jennifer Tilly était à l'origine pressentie pour incarner Sasha Hassler, Julianna Margulies l'était également avant que Gina Gershon n'obtienne le rôle.
Mark Wahlberg a refusé le rôle de Pollux Troy, finalement incarné par Alessandro Nivola.

### Tournage
Le tournage a lieu d'octobre 1996 à avril 1997. Il se déroule en Californie, notamment à Los Angeles (Pacific Palisades, Los Angeles Convention Center, Pacific Electric Building (en), Mulholland Highway, zone portuaire de San Pedro, Cabrillo Beach, Downtown, port, ...), ainsi qu'à Baldwin Park, Agoura Hills, l'aéroport Logistique de Sud Californie à Victorville, baie de San Pedro.

## Accueil

### Accueil critique
Rotten Tomatoes, un site Web regroupant des critiques, indique que 92 % des 86 critiques ont été positives, avec une note moyenne de 7,9⁄10. Le consensus critique du site Web se lit comme suit : « John Travolta et Nicolas Cage jouent au chat et à la souris et se jouent littéralement l'un contre l'autre contre un fond magnifiquement stylisé de la violence de John Woo, typiquement élégante et débordante. » Sur Metacritic, le film a reçu une note de 82⁄100 de la part de 25 critiques, ce qui indique une « acclamation universelle ». Les spectateurs interrogés par CinemaScore ont attribué au film une note moyenne de « B + » sur une échelle de A + à F.

### Box-office
| Pays ou région | Box-office        | Date d'arrêt du box-office | Nombre de semaines |
| -------------- | ----------------- | -------------------------- | ------------------ |
| États-Unis     | 112 276 146 $     | 17 août 1997               | 8                  |
| France         | 1 650 150 entrées | -                          | -                  |
| Total mondial  | 245 676 146 $     | -                          | -                  |

## Distinctions

### Distinctions1997
| Distinctions 1997 du film Volte-Face | Distinctions 1997 du film Volte-Face | Distinctions 1997 du film Volte-Face | Distinctions 1997 du film Volte-Face | Distinctions 1997 du film Volte-Face |
| Évènements                           | Catégorie / Récompense               | Nommé(es) / Lauréat(es)              | Résultats                            |                                      |
| ------------------------------------ | ------------------------------------ | ------------------------------------ | ------------------------------------ | ------------------------------------ |
| Cahiers du cinéma                    | meilleur film                        | John Woo                             | Nomination                           |                                      |
| Sweden Fantastic Film Festival       | Grand Prix du Jury                   | John Woo                             | Lauréat                              |                                      |

### Distinctions1998
| Distinctions 1998 du film Volte-Face                               | Distinctions 1998 du film Volte-Face                          | Distinctions 1998 du film Volte-Face | Distinctions 1998 du film Volte-Face | Distinctions 1998 du film Volte-Face |
| Évènements                                                         | Catégorie / Récompense                                        | Nommé(es) / Lauréat(es) | Résultats                            |                                      |
| ------------------------------------------------------------------ | ------------------------------------------------------------- | --- | ------------------------------------ | ------------------------------------ |
| Academy of Science Fiction, Fantasy & Horror Films - Saturn Awards | Saturn Award de la meilleure réalisation                      | John Woo | Lauréat                              |                                      |
| Academy of Science Fiction, Fantasy & Horror Films - Saturn Awards | Saturn Award du meilleur scénario                             | Michael Colleary et Mike Werb | Lauréat                              |                                      |
| Academy of Science Fiction, Fantasy & Horror Films - Saturn Awards | Meilleur film d'action / aventures / thriller                 | Volte-Face | Nomination                           |                                      |
| Academy of Science Fiction, Fantasy & Horror Films - Saturn Awards | Meilleur acteur                                               | Nicolas Cage | Nomination                           |                                      |
| Academy of Science Fiction, Fantasy & Horror Films - Saturn Awards | Meilleur acteur                                               | John Travolta | Nomination                           |                                      |
| Academy of Science Fiction, Fantasy & Horror Films - Saturn Awards | Meilleure actrice dans un second rôle                         | Joan Allen | Nomination                           |                                      |
| Academy of Science Fiction, Fantasy & Horror Films - Saturn Awards | Meilleur(e) jeune acteur ou actrice                           | Dominique Swain | Nomination                           |                                      |
| Academy of Science Fiction, Fantasy & Horror Films - Saturn Awards | Meilleure musique                                             | John Powell | Nomination                           |                                      |
| Academy of Science Fiction, Fantasy & Horror Films - Saturn Awards | Meilleur maquillage                                           | David Atherton et Kevin Yagher | Nomination                           |                                      |
| ASCAP Film and Television Music Awards                             | ASCAP Award des compositeurs du meilleur film au box-office   | John Powell | Lauréat                              |                                      |
| Blockbuster Entertainment Awards                                   | Acteur préféré dans un film d’action/aventure                 | Nicolas Cage | Lauréat                              |                                      |
| Blockbuster Entertainment Awards                                   | Acteur préféré dans un film d’action/aventure                 | John Travolta | Nomination                           |                                      |
| Blockbuster Entertainment Awards                                   | Second rôle masculin préféré dans un film d’action / aventure | Alessandro Nivola | Nomination                           |                                      |
| Blockbuster Entertainment Awards                                   | Second rôle féminin préférée dans un film d’action / aventure | Joan Allen | Nomination                           |                                      |
| Jupiter Awards                                                     | Meilleur film international                                   | John Woo | Lauréat                              |                                      |
| Jupiter Awards                                                     | Meilleur réalisateur international                            | John Woo | Lauréat                              |                                      |
| Jupiter Awards                                                     | Meilleur acteur international                                 | Nicolas Cage | Lauréat                              |                                      |
| Motion Picture Sound Editors                                       | Meilleur montage son - Effets sonores et bruitages            | Volte-face | Nomination                           |                                      |
| Motion Picture Sound Editors                                       | Meilleur montage son – Dialogues et doublages                 | Gail Clark Burch, Jeff Clark, Richard Corwin, Zack Davis, Stephen Janisz, Susan Kurtz, Carin Rogers, Robert Ulrich, Kerry Dean Williams et David Williams | Nomination                           |                                      |
| MTV Movie & TV Awards                                              | MTV Movie Award du meilleur duo à l'écran                     | Nicolas Cage et John Travolta | Lauréat                              |                                      |
| MTV Movie & TV Awards                                              | MTV Movie Award de la meilleure scène d'action                | pour la poursuite en hors-bord | Lauréat                              |                                      |
| MTV Movie & TV Awards                                              | Meilleur film                                                 | Volte-face | Nomination                           |                                      |
| MTV Movie & TV Awards                                              | Meilleure performance masculine                               | Nicolas Cage | Nomination                           |                                      |
| MTV Movie & TV Awards                                              | Meilleure performance masculine                               | John Travolta | Nomination                           |                                      |
| MTV Movie & TV Awards                                              | Meilleur méchant                                              | Nicolas Cage et John Travolta | Nomination                           |                                      |
| Online Film and Television Association                             | Meilleur mixage sonore                                        | Anna Behlmer, Andy Nelson, Tom Perry et David M. Ronne | Nomination                           |                                      |
| Online Film and Television Association                             | Meilleur montage d'effets sonores                             | Per Hallberg et Mark P. Stoeckinger | Nomination                           |                                      |
| Oscars                                                             | Meilleur montage de son                                       | Per Hallberg et Mark P. Stoeckinger | Nomination                           |                                      |
| Rembrandt Awards                                                   | Prix du public du meilleur film étranger                      | Volte-face | Lauréat                              |                                      |

### Nomination1999
- Golden Trailer Awards : le meilleur de la décennie

### Nomination2008
- Academy of Science Fiction, Fantasy and Horror Films - Saturn Awards : meilleure édition spéciale DVD d'un classique

### Sélections
- Festival du cinéma américain de Deauville 1997 : premières - hors compétition pour John Woo

## Éditions en vidéo
- En France, le film Volte/Face est sorti en DVD le 28 octobre 1998[16]. Le film est ressorti en DVD édition spéciale le 3 juillet 2001[17], puis en Blu-ray le 3 octobre 2007[18]. Le film est également sorti en VOD le 1er septembre 2018[5].
- Au Québec, le film est sorti en DVD / Blu-ray le 6 octobre 1998[4].

## Commentaires
- Le nom des deux frères, Castor et Pollux, fait référence aux Dioscures de la mythologie grecque.
- Le 9 septembre 2019, Paramount Pictures annonce la mise en chantier d'un reboot avec Oren Uziel (de) au scénario, Neal Moritz à la production et David Permut (en) comme producteur exécutif[19].
- La prison futuriste dans laquelle sont enfermés Pollux Troy et Archer/Troy s'appelle Erewhon en version originale ("Whereno" en version française). Il s'agit d'une anagramme de "Nowhere" ("Nulle part"), rappelant que la prison n'est pas connue du grand public. Le nom est le titre d'un roman de Samuel Butler et désigne un pays imaginaire.